# Ove Andersen
Pour les articles homonymes, voir Andersen.
Ove Andersen, né le 2 août 1899 et mort le 13 janvier 1967, est un coureur de fond finlandais.
Aux Jeux olympiques d'été de 1928, il a remporté la médaille de bronze sur 3 000 m steeple derrière ses deux compatriotes Toivo Loukola et Paavo Nurmi.

## Palmarès

### Jeux olympiques d'été
- 1928 à Amsterdam (Pays-Bas) : 
  -  Médaille de bronze sur 3 000 m steeple